# 佐々木賢光
佐々木 賢光（ささき けんこう、1945年7月14日 - 2010年4月30日）は、岩手県都南村（現・盛岡市）生まれの画家。血液型はO型。
武蔵野美術大学出身。岩手県を中心に活動し、風景画、南部曲り家、岩手山、その他数々の作品を残した。
右手にパーキンソン病を患い、入院生活の末、64歳で死去した。